# Интернационале
«Интернациона́ле», или просто «Интер» (итал. Football Club Internazionale Milano, итальянское произношение: [ˌinternattsjoˈnaːle]) — итальянский профессиональный футбольный клуб из города Милан, выступающий в Серии А. Один из самых титулованных клубов Италии. Клубные цвета — чёрный и синий.
«Интер» — единственная команда в Италии, которая, со дня своего создания, не покидала высший дивизион чемпионата Италии. Клуб выиграл 37 национальных трофеев, 20 раз — чемпионат Италии, 9 раз — Кубок Италии и 8 раз — Суперкубок Италии. С 2006 по 2010 год клуб выиграл пять скудетто подряд. «Интер» побеждал в Кубке европейских чемпионов два раза подряд, в 1964 и 1965 годах. В 2010 году выиграл Лигу чемпионов. Клуб также выиграл три Кубка УЕФА, два Межконтинентальных кубка и один Клубный чемпионат мира. «Интернационале» является одним из семи клубов Европы (и единственным итальянским), когда-либо сделавшим так называемый «требл», это произошло в сезоне 2009/10.
«Интернационале» занял 12-е место в списке лучших футбольных клубов XX века по версии ФИФА, 10-е место — по версии журнала Kicker. Также IFFHS поставил «Интер» на 6-е место в рейтинге лучших европейских клубов XX века. В 2000 году заработал клубный телеканал — «Inter TV».

## История клуба

«Интернационале» был создан 44 членами клуба «Милан»

В 1899 году был создан клуб футбола и крикета «Милан». В марте 1908 года «Милан» принял решение, что в клубе должны быть только итальянцы, а иностранцы (которых в то время было много в итальянских спортивных клубах, так как именно они способствовали появлению и развитию многих видов спорта в Италии) должны покинуть его. 44 члена клуба — иностранцы и несогласные с новым подходом итальянцы — покинули «Милан» и вечером 9 марта 1908 года создали новый клуб, который назвали «Интернационале», подчёркивая многонациональный состав клуба, таким же образом был основан испанский «Реал Бетис», когда произошёл раскол в «Севилье». Цветами клуба были выбраны чёрный и синий.

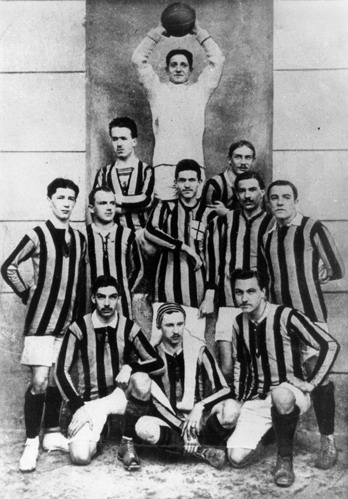
«Интернационале» празднует первое скудетто

В 1910 году «Интер» впервые завоевал скудетто. После восстановления спортивной деятельности клуба, которую прервала в то время Первая мировая война, в 1920 году «Интер» вновь завоевал золото итальянского чемпионата. В 1926 году «Интер» возглавил окончивший здесь карьеру игрока Арпад Вейс. Он руководил клубом на протяжении 2 сезонов, но особых успехов так и не добился. При Вейсе в основном составе дебютировала будущая звезда итальянского и мирового футбола 17-летний Джузеппе Меацца. По окончании сезона 1926/27, в котором «Интер» занял седьмое место, Вейс оставил команду на своего соотечественника Йожефа Виолу. Перед началом нового сезона в 1928 году во время фашистского правления в стране к клубу присоединили футболистов клуба «Миланезе», а сам же клуб продолжал существовать до 1946 года, и «Интер» был переименован в «Амброзиану». В это время футбольная форма клуба имела белый цвет с красным крестом, цвета этих рубашек были созданы как символ флага Милана. Изменение названия клуба не отразилось на результатах коллектива. Команда Йожефа Виолы закончила год на пятом месте.
Вторая половина 1930-х годов, в отличие от первой, оказалась для «Интера» более плодовитой на трофеи. «Нерадзурри» дважды выигрывали скудетто (1937/38 и 1939/40) и один раз финишировали третьими (1938/39). Кроме того, «Интернационале», выиграл свой первый Кубок Италии (1938/39). В 1940-е годы «нерадзурри» довольствовались лишь призовыми местами в тройке: трижды «Интер» финишировал вторым (1940/41, 1945/46, 1948/49) и один раз третьим (1949/50). В это же десятилетие, сразу после окончания Второй мировой войны, клуб обрёл своё прежнее название — «Интернационале», которое сохранил до сих пор. В послевоенный период «нерадзурри» не сразу нащупали свою игру. Лишь в середине 1950-х годов команда сумела выиграть скудетто. Причём сделала это два раза подряд — в 1953 и 1954 году. В течение последующего десятилетия под руководством Эленио Эрреры клуб выиграл два Кубка европейских чемпионов подряд, в сезонах 1963/64 и 1964/65, победив соответственно «Реал Мадрид» и «Бенфику». После завоевания 10-го скудетто в 1966 году «нерадзурри» вслед за туринским «Ювентусом» получили право носить звезду на футболке, означавшую, что рубеж в 10 чемпионских титулов покорён. В Кубке чемпионов и Кубке Италии «Интер» дошёл до полуфиналов.

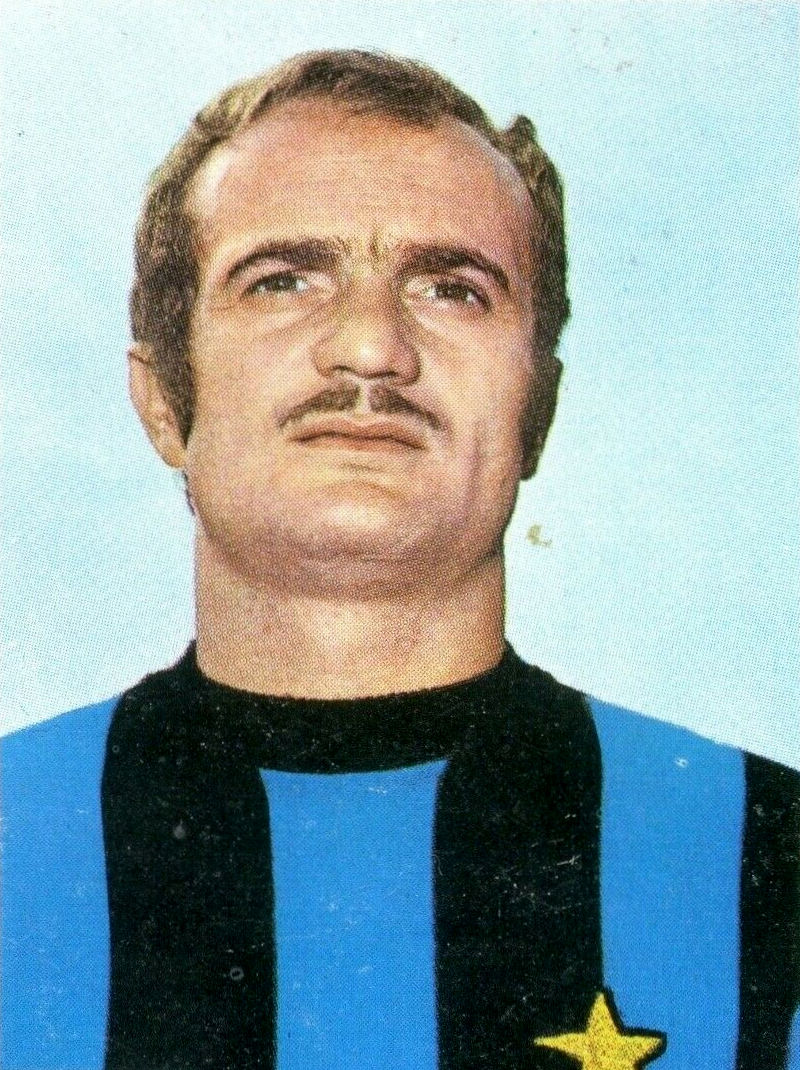
Сандро Маццола

После золотой эпохи 1960-х годов «Интернационале» завоевал 11-е скудетто в 1971 году. В сезоне 1971/72 «Интер» доходит до финала Кубка чемпионов. В финале «нерадзурри» встретились с «Аяксом» и проиграли. После этого команда выиграла два Кубка Италии в 1978 и 1982 годах, а между ними скудетто в 1980 году. В сезоне 1988/89 «Интер» вновь становится чемпионом Италии. Однако до следующего чемпионства придётся ждать более 15 лет.
1990-е годы для «Интера» были периодом разочарований. В то время как «Милан» и «Ювентус» добивались успеха как внутри страны, так и в Европе, «Интер» остался позади, показывая раз за разом посредственные результаты в национальном чемпионате, а худшим стал сезон 1993/94, когда он закончил первенство на 13-м месте, лишь на два очка опередив вылетевшую «Пьяченцу». Тем не менее «нерадзурри» достигли некоторого успеха в Европе с тремя победами в Кубке УЕФА в 1991, 1994 и 1998 годах. Массимо Моратти, ставший в 1995 году владельцем «Интера», обещал добиться большего успеха, покупая футбольных звёзд, таких как Роналдо и Кристиан Вьери, «Интер» два раза превышал предыдущие мировые рекорды перехода игроков (£19,5 млн за Роналдо из «Барселоны» летом 1997 года и £31 млн за Кристиана Вьери из «Лацио» летом 1999 года). В сезоне 2002/03 «Интеру» удалось занять почётное второе место, а также достичь полуфинала в Лиге чемпионов 2002/03, сыграв там против своих непримиримых соперников из «Милана». Общий счёт по итогам двух матчей был 1:1, но «Интер» уступил по правилу выездного гола.

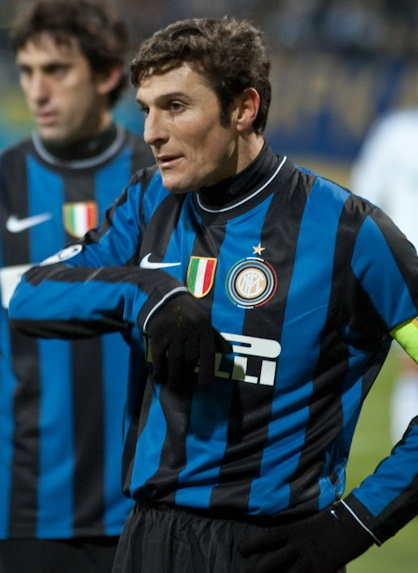
Хавьер Санетти был капитаном «Интернационале» с 1999 по 2014 год

15 июня 2005 года «Интер» выиграл Кубок Италии, победив в финале по сумме двух матчей «Рому» (1:0 в Милане и 2:0 в Риме), а затем, 20 августа, победил в Суперкубке Италии «Ювентус» (1:0; доп. вр.). 11 мая 2006 года «Интер» выиграл второй подряд Кубок Италии, снова победив в финале «Рому» (1:1 и 3:1). В сезоне 2006/07 «Интер» завоевал скудетто. Этот сезон «Интер» начал с 17 побед подряд, начав эту серию домашней победой над «Ливорно» и прервав ничьей 1:1 в домашнем матче с «Удинезе». 22 апреля 2007 года «Интер» стал чемпионом после победы 2:1 над «Сиеной».
Проработав президентом «Интера» около полутора лет, 4 сентября 2006 года легенда «неррадзури» Джачинто Факкетти умирает от рака. Футболка под № 3 была изъята из обращения на вечное хранение и навсегда закреплена за Факкетти. Президентом «Интера» вновь становится Моратти.
В ноябре 2007 года «Интер» сыграл товарищеский матч против старейшего футбольного клуба мира — «Шеффилда». Матч прошёл в Англии на стадионе «Брэмолл Лейн», «Интер» победил со счётом 5:2. Почётным гостем на игре был Пеле. В сезоне 2007/08 на стадии 1/8 финала Лиги чемпионов «Интер» уступил «Ливерпулю» по сумме двух матчей (0:1; 0:2). После этого поражения будущее Манчини в клубе было поставлено под вопрос. С 2008 года тренером «Интера» стал Жозе Моуринью. В первом сезоне под управлением Моуринью «Интер» выиграл Суперкубок и четвёртый скудетто подряд, однако в Лиге чемпионов потерпел поражение от «Манчестер Юнайтед» в 1/8 финала по сумме двух матчей (0:0; 0:2). В сезоне 2009/10 «Интер» в 18-й раз в своей истории и пятый раз подряд стал чемпионом Италии. Его ближайший соперник по турнирной таблице «Рома» отстала на 2 очка. В этом сезоне «Интер» впервые с 1972 года вышел в финал Лиги чемпионов по пути обыграв в 1/8 финала «Челси» с общим счётом 3:1 (2:1, 1:0); в 1/4 финала ЦСКА с общим счётом 2:0 (1:0, 1:0) и в полуфинале «Барселону» (3:1 и 0:1). В финале команда Моуринью обыграла «Баварию» со счётом 2:0 за счёт дубля Диего Милито и выиграла свой третий Кубок чемпионов.

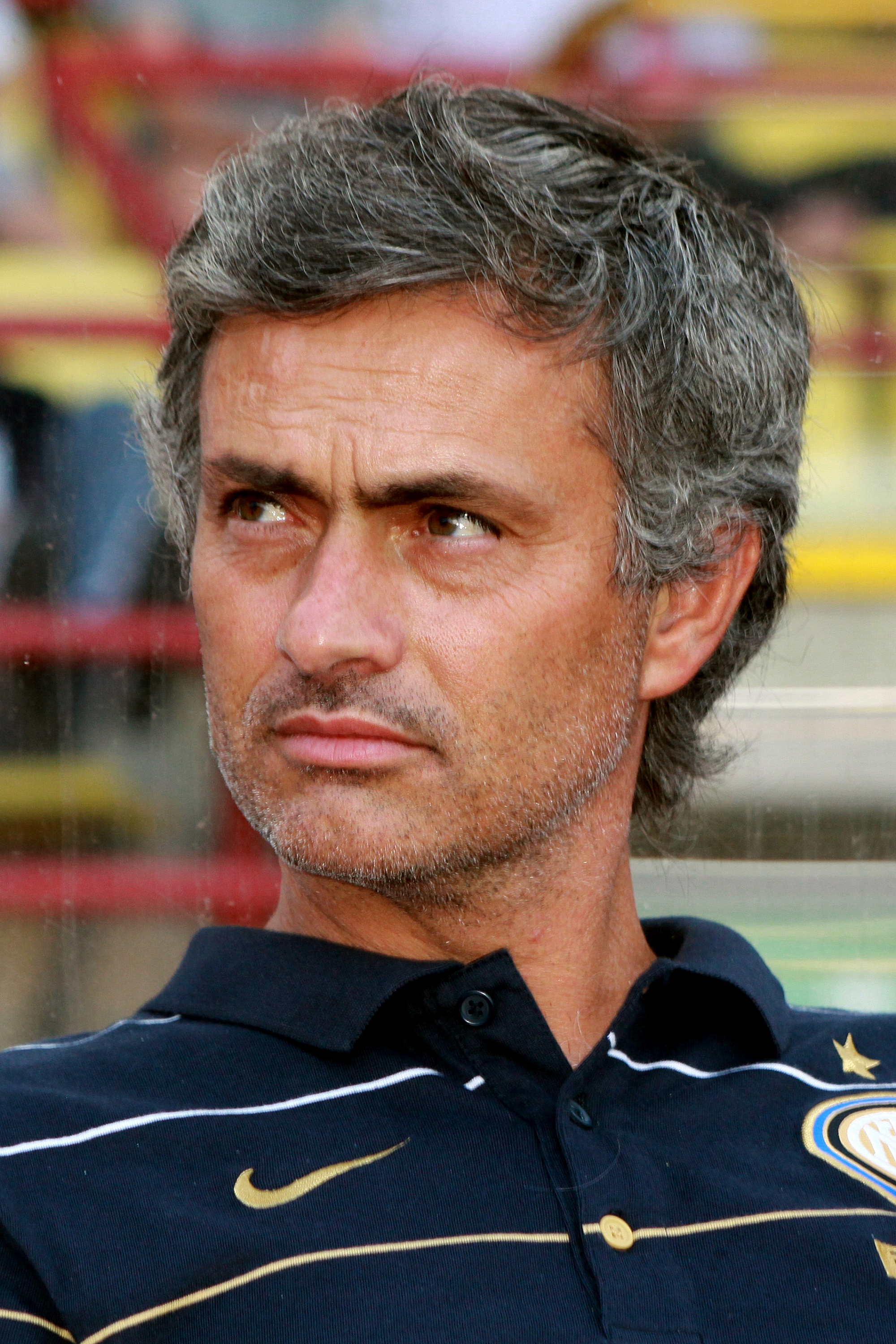
Под руководством Моуринью «нерадзурри» стали первым итальянским клубом, сумевшим сделать «золотой хет-трик» (победа в чемпионате, Кубке Италии и Лиге чемпионов УЕФА)

10 июня 2010 года «Интер» объявил о подписании контракта с испанским тренером Рафаэлем Бенитесом, но 23 декабря того же года он был отправлен в отставку за плохие результаты. 24 декабря 2010 года главным тренером «Интера» был назначен 41-летний специалист Леонардо. 17 июня 2011 года он покинул пост тренера «Интера» и стал спортивным директором французского клуба «Пари Сен-Жермен».

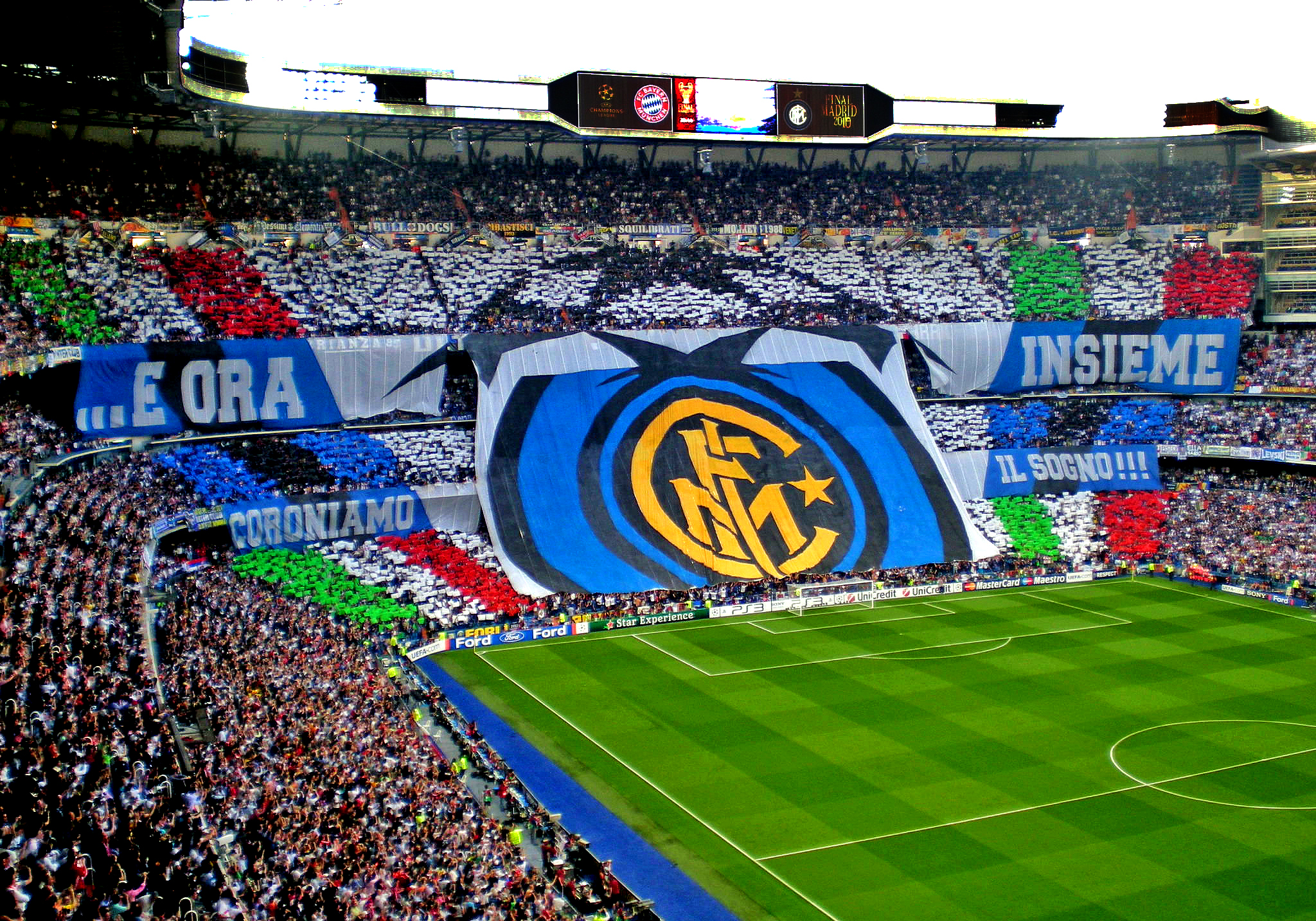
Финал Лиги чемпионов УЕФА 2010 года. Перфоманс фанатов

Если нулевые и самое начало 10-х стало для клуба золотой эрой, то после сезона 2010/11 в истории команды начинается новая эпоха забвения. На протяжении 9 лет клуб не добивался успехов ни в Италии, ни в еврокубках. 24 июня 2011 года «Интер» возглавил Джан Пьеро Гасперини. 21 сентября 2011 года он был уволен за неудовлетворительные результаты команды. При нём «Интер» сыграл 5 матчей, 4 из которых завершились поражением. «Интер» проиграл «Милану» матч за Суперкубок Италии, а в чемпионате страны уступил «Палермо» и «Новаре» и сыграл вничью с «Ромой». Кроме того, в первом матче группового этапа Лиги чемпионов миланцы уступили турецкому «Трабзонспору».
Гасперини сменил Клаудио Раньери, который подписал контракт с «Интером» до 30 июня 2013 года. Раньери стал уже 17-м тренером «Интера» в эпоху правления в клубе Массимо Моратти. 24 сентября 2011 года «Интер» провёл первый матч под руководством Раньери. В рамках 5-го тура итальянской Серии A «Интер» со счётом 3:1 победил «Болонью». Эта победа стала для миланского клуба первой в официальном матче с 29 мая. 2 октября 2011 года в матче шестого тура итальянской Серии A «Интер» со счётом 0:3 на «Сан-Сиро» проиграл «Наполи». Это поражение стало самым крупным с мая 2001 года. «Наполи» не мог выиграть у «Интера» последние 17 лет. Раньери не продержался на посту тренера до конца сезона 2011/12, в котором «Интер» занял самое низкое место с сезона 1998/99 — шестое.
Перед сезоном 2012/2013 клуб покинули основные лидеры команды Майкон, Лусио, Жулио Сезар, а также несколько молодых игроков. Это существенно ослабило команду. По результатам сезона 2011/2012 команда смогла попасть лишь в Лигу Европы. Пройдя квалификацию, «Интер» оказался в группе с казанским «Рубином», «Нефтчи» и сербским «Партизаном». Проведя не совсем удачно матчи у себя дома (все три ничьи 2:2), «Интер» вышел из группы со второго места, попав в 1/16 на румынский ЧФР. Следующим препятствием стал английский «Тоттенхэм Хотспур». Первый матч в Лондоне «Интер» проиграл 0:3, но в ответной игре команда сумела собраться и выиграла 4:1, но не прошла по правилу гола на выезде. На внутренней арене начались провалы, прошла эпидемия травм основного состава, команда начала терять очки. В итоге «Интер» занял лишь 9-е место в чемпионате. В октябре 2013 года индонезийский бизнесмен Эрик Тохир купил контрольный пакет акций «Интера», а также стал его президентом, сменив Массимо Моратти. 24 мая 2013 года «Интер» объявил о подписании контракта с итальянским специалистом Вальтером Мадзарри, ранее тренировавшим «Наполи». Под его руководством команда заняла 5-е место в чемпионате, сумев квалифицироваться в Лигу Европы, хотя неоднократно теряла очки с аутсайдерами. 19 мая 2014 года в рамках 37-го тура чемпионата Италии с «Лацио» состоялся прощальный матч для многолетнего капитана команды Хавьера Санетти, в котором «Интер» одержал победу со счётом 4:1. А в последнем туре чемпионата состоялся матч с «Кьево», ставший последним для ветеранов команды в лице Диего Милито, Вальтера Самуэля и Эстебана Камбьяссо.

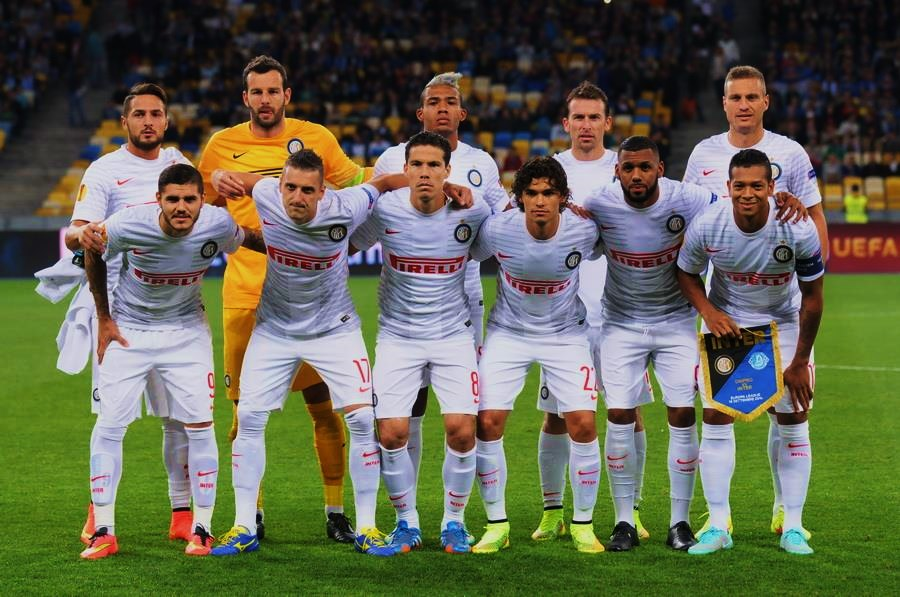
Игроки «Интернационале» в сентябре 2014 года

Сезон 2014/15 прошёл для команды очень нестабильно. Несмотря на укрепление состава, удачные матчи часто чередовались с неудачными, команда теряла очки в простейших играх. В итоге 14 ноября 2014 года Вальтер Мадзарри был отправлен в отставку, а его место занял Роберто Манчини, ранее управлявший командой. Но при нём положение команды не особо улучшилось. В Лиге Европы «нерадзурри» вышли из группы с первого места, при этом не проиграв ни одного матча. На стадии 1/16 финала был обыгран шотландский «Селтик» (3:3 на выезде, 1:0 дома), однако уже в 1/8 подопечные Манчини были биты немецким «Вольфсбургом» (1:3 на выезде, 1:2 дома) и покинули турнир. Чемпионат Италии сезона 2014/15 команда закончила на 8-м месте, не попав в еврокубки. Перед сезоном 2015/16 «Интер» провёл активную трансферную компанию, в команду пришли молодые таланты Джейсон Мурильо («Гранада»), Жоффрей Кондогбия («Монако»), Алекс Теллес (аренда из «Галатасарая»), а также более опытные игроки в лице Стевана Йоветича (аренда из «Манчестер Сити»), Адема Льяича (аренда из «Ромы»), Фелипе Мело («Галатасарай»), Жоао Миранда («Атлетико Мадрид»). Но при этом были проданы Джердан Шакири, Матео Ковачич, Эрнанес в угоду ФФП. Под руководством Манчини команда выдала отличное начало сезона, побеждая практически в каждом матче, и сумела продержаться на 1-м месте почти до зимнего перерыва, однако потом у команды начался спад, нестабильность в результатах, понизилась игра в обороне, в результате чего «нерадзурри» начали падать в турнирной таблице, закончив чемпионат на 4-м месте. В период предсезонной подготовки руководство сообщило об увольнении Манчини из-за плохих результатов и назначении голландского специалиста Франка Де Бура, пришедшего из «Аякса». Команду покинули Адем Льяич, Додо, Алекс Теллес, но были приобретены новички Джанер Эркин (свободный агент), победитель Лиги Европы Эвер Банега (свободный агент), а также новоиспечённый чемпион Европы Жоау Мариу, купленный у «Спортинга» почти за 50 миллионов евро. В начале сезона в распоряжение Де Бура пришли Антонию Кандрева и молодое дарование Габриел Барбоза, известный под прозвищем Габигол. Несмотря на укрепление, команда стартовала очень нестабильно, начиная с поражения от «Кьево» 0:2. Светлым пятном стала неожиданная домашняя победа над «Ювентусом» 2:1 (дубль Икарди), в Лиге Европы «Интер» проиграл израильскому «Хапоэлю» 0:2, пражской «Спарте» 1:3 и обыграл английский «Саугемптон» 1:0.
В день 110-летия был открыт зал славы клуба. Первыми игроками, которые туда попали, были вратарь Вальтер Дзенга, защитник Хавьер Санетти, полузащитник Лотар Маттеус, нападающий Роналдо де Лима.
По итогам сезона 2018/19 миланцы заняли 4-е место в Серии А и обеспечили себе выход в Лигу чемпионов. Несмотря на это, пост главного тренера клуба покинул Лучано Спаллетти, а его место занял Антонио Конте. В сезоне 2019/20 «Интер» снова начинает показывать положительные результаты. Команда заняла второе место в чемпионате Италии, впервые за много лет оказавшись на пьедестале Серии А и дошла до финала Лиги Европы УЕФА, где уступила испанской «Севилье». В сезоне 2020/21 клуб провалил групповой этап Лиги чемпионов, заняв последнее место в группе с мадридским «Реалом», мёнхенгладбахской «Боруссией» и донецким «Шахтёром», но стал чемпионом Италии за четыре тура до конца чемпионата, а также дошёл до полуфинала Кубка страны.
30 марта 2021 года клуб осуществил большой ребрендинг путём смены названия на упрощённый «Интер Милан», а также смену эмблемы на более современный и минималистический стиль. Перед началом сезона 2021/22 был отправлен в отставку Антонио Конте, а на его место был назначен бывший главный тренер римского «Лацио» Симоне Индзаги. По итогам сезона 2021/22 команда заняла второе место в Серии А, отстав от чемпиона «Милана» всего на два очка. Кроме того, клуб стал обладателем Кубка и Суперкубка Италии и впервые за долгое время вышел в плей-офф Лиги чемпионов.
В сезоне 2022/23 «Интер» впервые за 13 лет вышел в финал Лиги чемпионов, где он проиграл со счётом 0:1 «Манчестер Сити». Кроме того, команда выиграла Суперкубок и Кубок Италии.
В сезоне 2023/24 «Интер» стал чемпионом Италии в 20-й раз, обогнав по этому показателю «Милан».
В сезоне 2024/25 «Интер» во второй раз за три года вышел в финал Лиги чемпионов, где он проиграл «ПСЖ» со счётом 0:5. Через несколько дней после финала клуб объявил об отставке главного тренера Симоне Индзаги после четырёх лет работы в команде.

## Спортивный клуб
В течение некоторого периода в XX веке, «Интернационале» был спортивным клубом. Кроме футбольной команды, в составе «Интернационале» были одноимённые баскетбольная и регбийная секции. Секция баскетбола клуба играла в первых чемпионатах Италии по баскетболу в 20-х годах XX века; в 1923 году стала победителем национального первенства. К концу 1920-х годов прекратила существование.
В 1927 году фашистским режимом было инициировано слияние «Интернационале» с миланским мультиспортивным клубом Unione Sportiva Milanese. В клубе, получившем название «Амброзиана», была и секция регби, перешедшая от Unione Sportiva Milanese. В 1928/29 году был проведён первый чемпионат и «Амброзиана» стала победителем этого первенства. По окончании этого сезона регбийная секция «Амброзианы» была преобразована в отдельный клуб, получивший название «Аматори».
Ещё спортивная дисциплина — хоккей с шайбой — появилась в «Интернационале» в 1950 году, когда хоккейный клуб «Милан», к тому времени уже 10 раз становившийся чемпионом страны, вошёл в состав «Интернационале» на правах хоккейной секции под названием «Милан-Интер». Команда выигрывала итальянский чемпионат в 1950, 1951, 1952 и 1954 годах и побеждала в Кубке Шпенглера в 1953 и 1954 годах. В 1956 году из-за финансовых проблем «Милан-Интер» объединился с другой миланской командой «россонери». Новый клуб ещё два года назывался «Милан-Интер», но был уже самостоятельным клубом.

## Названия
- 1908—1928 год — «Интернационале».
- 1927—1932 год — «Амброзиана».
- 1932—1945 год — «Амброзиана-Интер».
- 1945—н. в. — «Интернационале».

## Визитная карточка

### Клубные цвета
Бо́льшую часть своей истории «Интернационале» имел чёрный и синий цвета. Во время создания клуба в 1908 году был выбран чёрный цвет, символизирующий ночь, и синий, символизирующий небо. После переименования клуба в 1928 году сменился и цвет формы, он стал белым с красным крестом посередине, как на флаге Милана. После Второй мировой войны клуб возвратил своё название и прежние чёрно-синие цвета, которые остаются по сей день, в связи с чем и возникло прозвище Nerazzurri («Чёрно-синие»).
| 1908—1909 | 1909—1910 | 1910—1915 | 1919—1920 | 1920—1921 | 1921—1924 | 1924—1928 | 1928—1929 | 1929—1930 | 1930—1931 |
| 1931—1932 | 1932—1936 | 1936—1937 | 1937—1938 | 1938—1939 | 1939—1940 | 1940—1941 | 1941—1947 | 1947—1953 | 1953—1955 |
| 1955—1957 | 1957—1959 | 1959—1960 | 1960—1961 | 1961—1962 | 1962—1963 | 1963—1964 | 1964—1965 | 1965—1966 | 1966—1967 |
| 1967—1971 | 1971—1972 | 1972—1973 | 1973—1974 | 1974—1975 | 1975—1976 | 1976—1977 | 1977—1978 | 1978—1979 | 1979—1980 |
| 1980—1981 | 1981—1982 | 1982—1983 | 1983—1986 | 1986—1988 | 1988—1989 | 1989—1990 | 1990—1991 | 1991—1992 | 1992—1994 |
| 1994—1995 | 1995—1996 | 1996—1997 | 1997—1998 | 1998—1999 | 1999—1900 | 2000—2001 | 2001—2002 | 2002—2003 | 2003—2004 |
| 2004—2005 | 2005—2006 | 2006—2007 | 2007—2008 | 2008—2009 | 2009—2010 | 2010—2011 | 2011—2012 | 2012—2013 | 2013—2014 |
| 2014—2015 | 2015—2016 | 2016—2017 | 2017—2018 | 2018—2019 | 2019—2020 | 2020—2021 | 2021–2022 | 2022–2023 | 2023—2024 |
| 2024—2025 |           |           |           |           |           |           |           |           |           |

### Прозвище
Прозвищем «Интернационале» так же является «Змеи». Причина такого прозвища лежит в истории города Милана в котором змеи всегда были священными животными. На одной из эмблем «Интера» присутствовала змея. Ультрас «Интера» используют змею на своих флагах и баннерах, а также змея бывает и на перфомансах.

### Эмблема

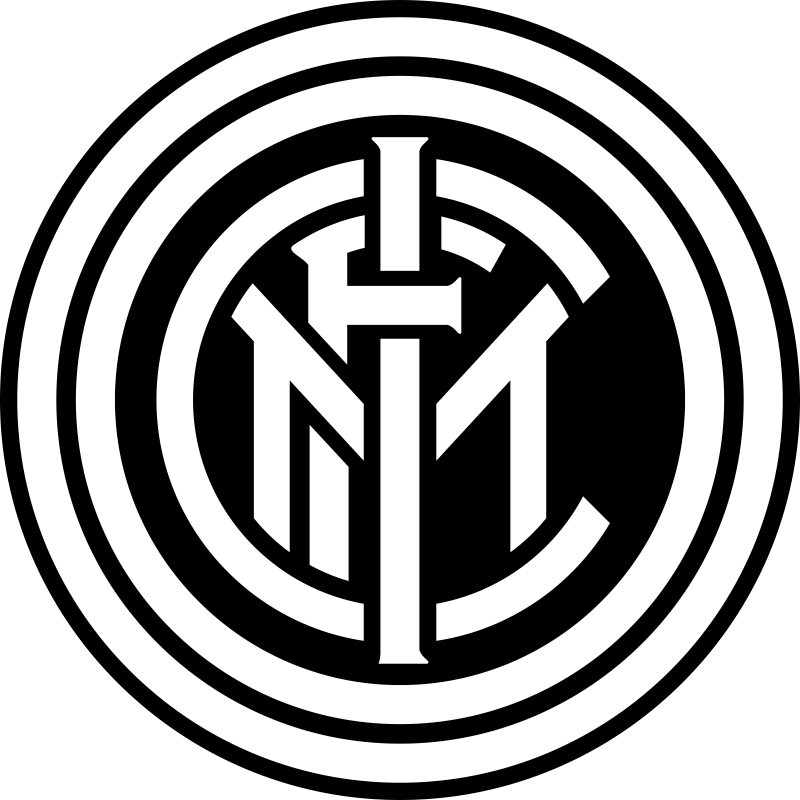
1908–1928
1963–1979
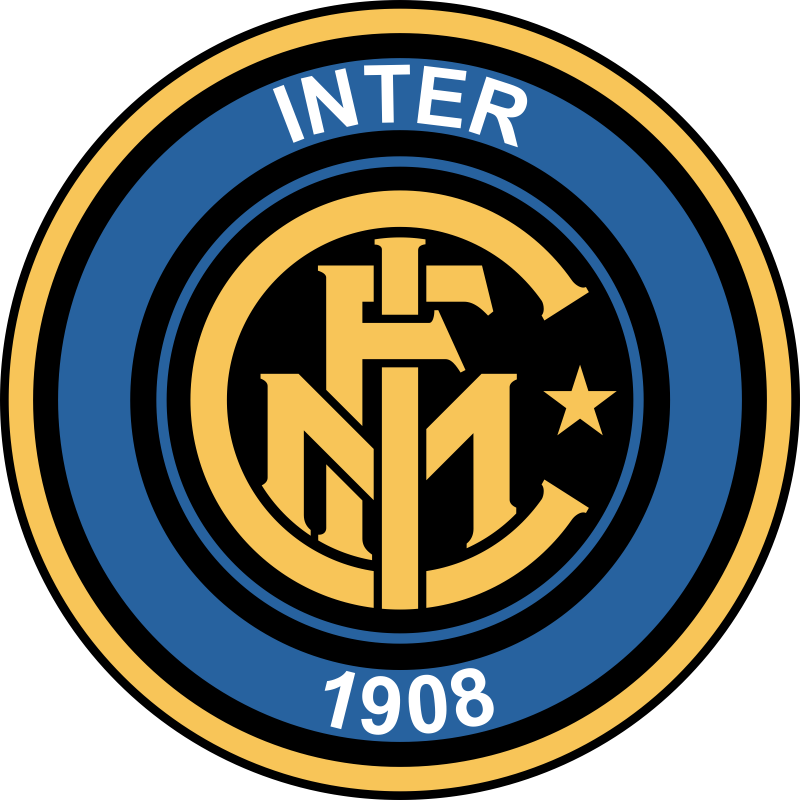
1998–2007
2007–2014
2014–2021
2021–н. в.

## Финансы и собственность
Согласно «Deloitte Football Money League», доходы «Интернационале» в сезоне 2008/09 составили 196 500 000 евро, таким образом «Интер» оказался на 9-м месте, уступив «Ювентусу» (8-е место), и опередив «Милан» (10-е место). В первый раз с момента создания агентства Deloitte, Интер обогнал в рейтинге Милан. По состоянию на 7 мая 2014 года, «Интер» находится на 14-м месте среди богатейших футбольных клубов мира, по версии журнала «Forbes».
За сезон 2012/2013 доходы Интера сократились на 31,8 млн. € (- 16 %), и составили 168,8 млн. € по сравнению с 201 млн. € годом ранее. Доходы от матчей снизились на 29 %. Полученные в дни матчей доходы составили 18,8 миллиона евро, что составляет около 10 % от общего дохода. По сравнению с прошлым сезоном, доход от телетрансляций сократился на 10 % (90,9 миллиона евро). Теперь телетрансляции приносят почти 60 % от общего дохода «Интернационале», в то время как в коммерческом секторе наблюдается падение доходов на 7 %, несмотря на то, что клуб подписал соглашения с Nike и Pirelli.
«Интернационале» в последний год имеет большой совокупный чистый убыток, один из крупнейших среди итальянских клубов в том числе: в 2006-07 годах чистый убыток составил 206 млн. €; в 2007-08 — чистый убыток в € 148 271 266; в 2008-09 — чистый убыток в € 154 423 469; в 2009-10 — чистый убыток в 69 млн. €. После покупки клуба китайской компанией «Suning Commerce Group» и тех реформ, которые они начали проводить в руководстве клуба. Доходы клуба пошли вверх. И после сезона 2016/2017 у «Интернационале» появится возможность покупать любых футболистов за любые деньги, а в этом сезоне такой возможности нет из-за финансового фейр-плея.
| Период       | Поставщик формы | Титульный спонсор |
| ------------ | --------------- | ----------------- |
| 1979—1981    | Puma            |                   |
| 1981—1982    | Puma            | Inno-Hit          |
| 1982—1986    | Mecsport        | Misura            |
| 1986—1988    | Le Coq Sportif  | Misura            |
| 1988—1991    | Uhlsport        | Misura            |
| 1991—1992    | Umbro           | FitGar            |
| 1992—1995    | Umbro           | Cesare Fiorucci   |
| 1995—1998    | Umbro           | Pirelli           |
| 1998—2021    | Nike            | Pirelli           |
| 2021—2022    | Nike            | Socios.com        |
| 2022—2023    | Nike            | DigitalBits       |
| 2023—2024    | Nike            | Paramount+        |
| 2024 — н. в. | Nike            | betsson.sport     |

## Стадион
Стадион «Джузеппе Меацца» (итал. Stadio Giuseppe Meazza), также известный как «Сан Сиро» (итал. San Siro), — футбольный стадион, расположенный в городе Милан, Италия. Является домашней ареной двух футбольных клубов: «Милана» и «Интернационале». Назван в честь двукратного чемпиона мира Джузеппе Меаццы.
К 1947 году стало уже очевидно, что старый стадион «Интера» «Арена Чивика» маловат для такого большого клуба. Предложение о том, чтобы оба клуба делили один стадион, было встречено с одобрением. Но для этого стадион нужно было расширить. «Сан-Сиро» закрылся на реконструкцию и открылся вновь в 1955 году. Теперь он вмещал 82000 зрителей. В 1979 году «Сан Сиро» был переименован в «Джузеппе Меацца» — в честь одного из всего лишь двух футболистов, которые входили в состав обеих итальянских сборных, победивших на чемпионатах мира в 1934 и 1938 годах. Болельщики буквально преклонялись перед Меаццей — форвардом, игравшим в обоих миланских клубах. Сейчас в Италии в ходу оба названия стадиона. Однако «Джузеппе Меацца» используется в большей степени фанатами «Интера», в то время как болельщики «Милана» предпочитают старое название «Сан-Сиро».
В 2018 году стало известно, что «Интер» и «Милан» начнут совместное строительство нового общего стадиона, которым будут владеть оба клуба. Сам же стадион по планам должен располагаться рядом с «Джузеппе Меацца», на месте автомобильной стоянки. Сам же стадион по планам должен будет вмещать 60 000 тысяч, а стадион «Джузеппе Меацца», будет скорее всего реконструирован. Новый стадион может быть построен к 2027 году.

## Дерби и противостояния

### Дерби
У «Интера» есть два главных дерби. Первое — это «Дерби Италии», противостояние с «Ювентусом». Считается главным футбольным поединком в Италии, играют два самых популярных клуба страны. Особую принципиальность это дерби получило в 2006 году, после коррупционного скандала в итальянском футболе, более известного как «Кальчополи». В результате «Ювентус» был отправлен в Серию B, а «Интер» стал единственным клубом, который никогда не вылетал из чемпионата Италии. Данное дерби — одно из самых известных и популярных в Италии, Европе и мире.
Второе — это «Миланское дерби», противостояние с «Миланом». Его история началась в 1908 году, после образования «Интера». Одно из его названий — «Derby della Madonnina», в честь позолоченной статуи Святой Девы Марии, расположенной на крыше миланского собора. Матчи проходят в разгорячённой атмосфере и сопровождаются «баннерной войной», а иногда и столкновениями между фанатами клубов. Примечательно, что за «Интер» болеют большинство жителей Милана и это состоятельные люди, а за «Милан» болеет преимущественно рабочий класс. Принципиальные соперники делят один стадион на двоих — «Джузеппе Меацца», также известный, как «Сан-Сиро».
Помимо этого, важными соперниками «Интера» в чемпионате Италии являются «Рома», «Наполи», «Фиорентина», «Торино». А также «Аталанта», «Болонья», «Брешиа».

## Ультрас и болельщики

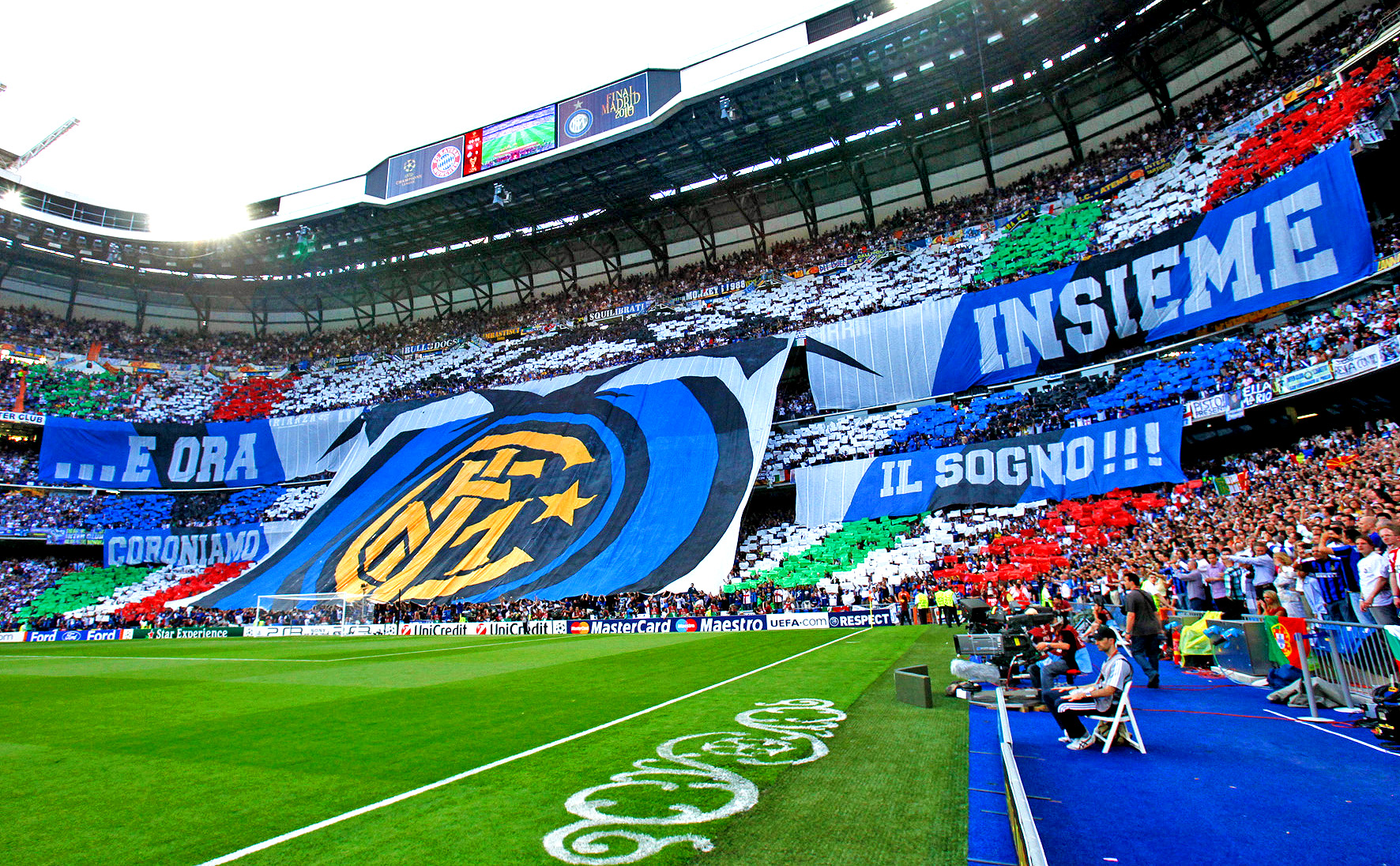
Болельщики «Интера» в финале Лиги чемпионов 2009/10

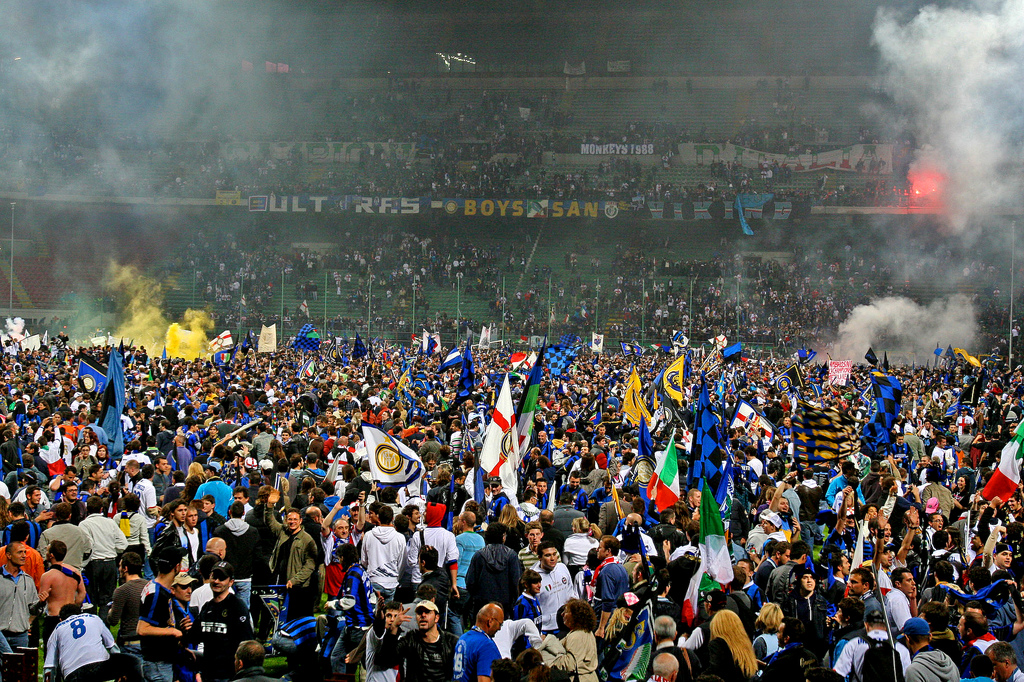
Фанаты «Интера» празднуют победу в чемпионате в сезоне 2007/2008

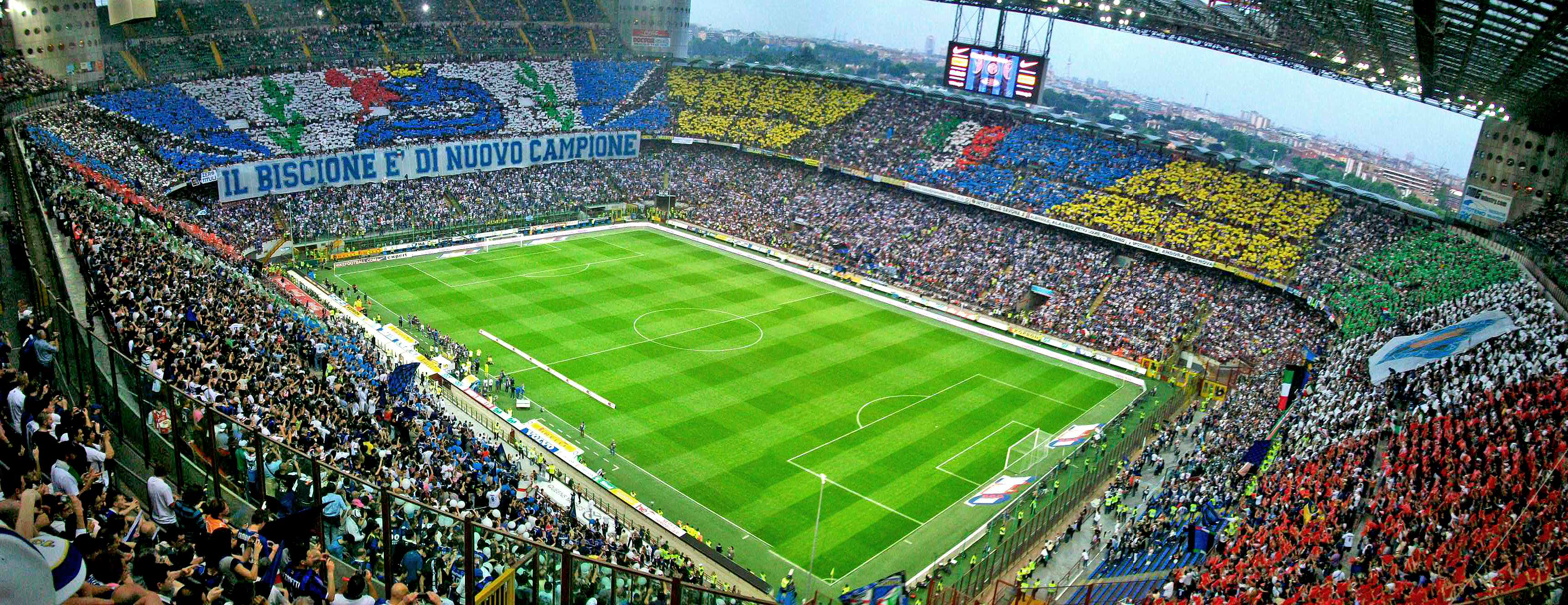
Перфоманс на весь стадион сделанный фанатами «Интера» в честь победы в чемпионате в сезоне 2008/2009

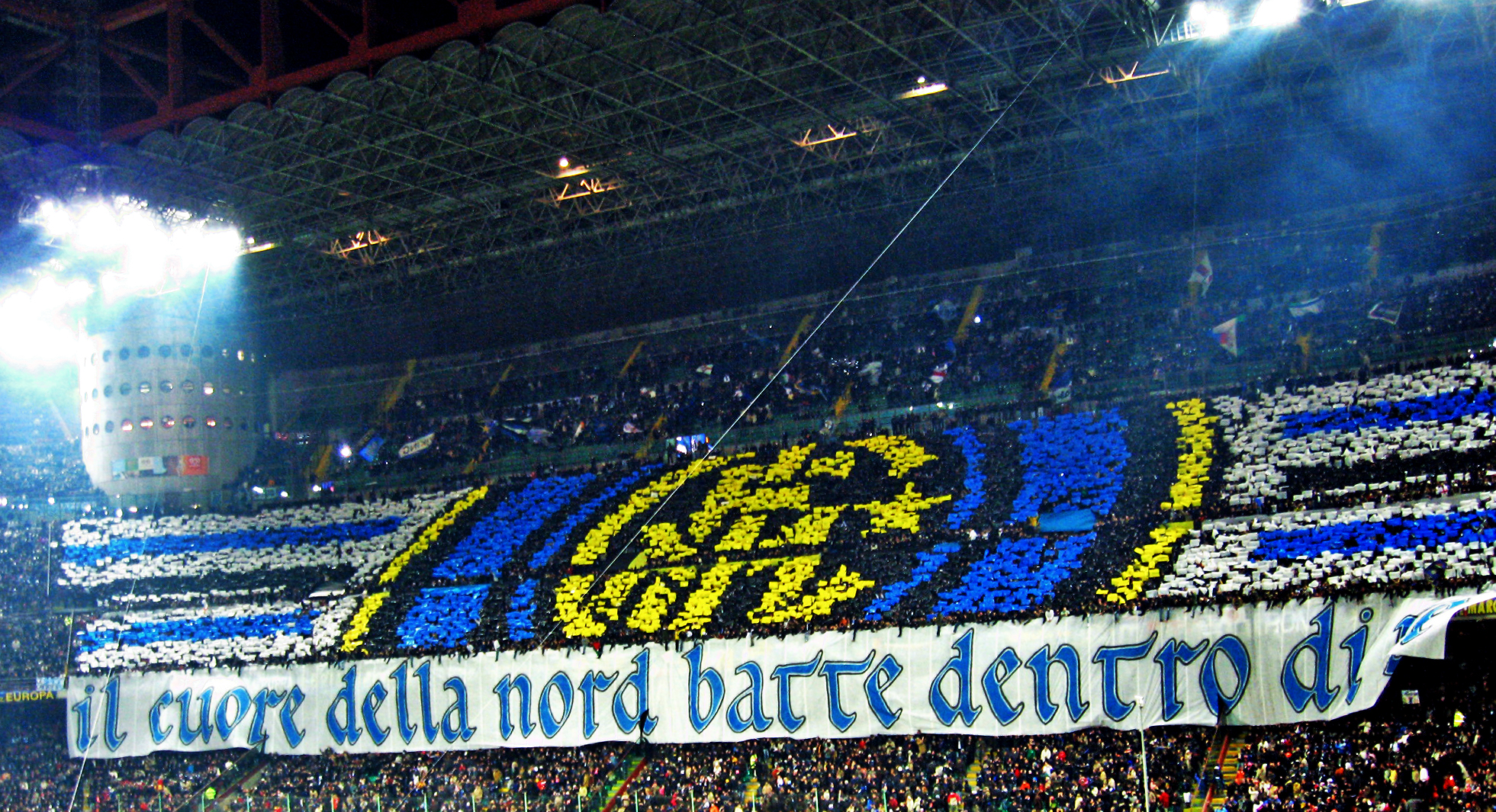
Перфоманс фанатов «Интера» на стадионе «Джузеппе Меацца»

### Ультрас-группы

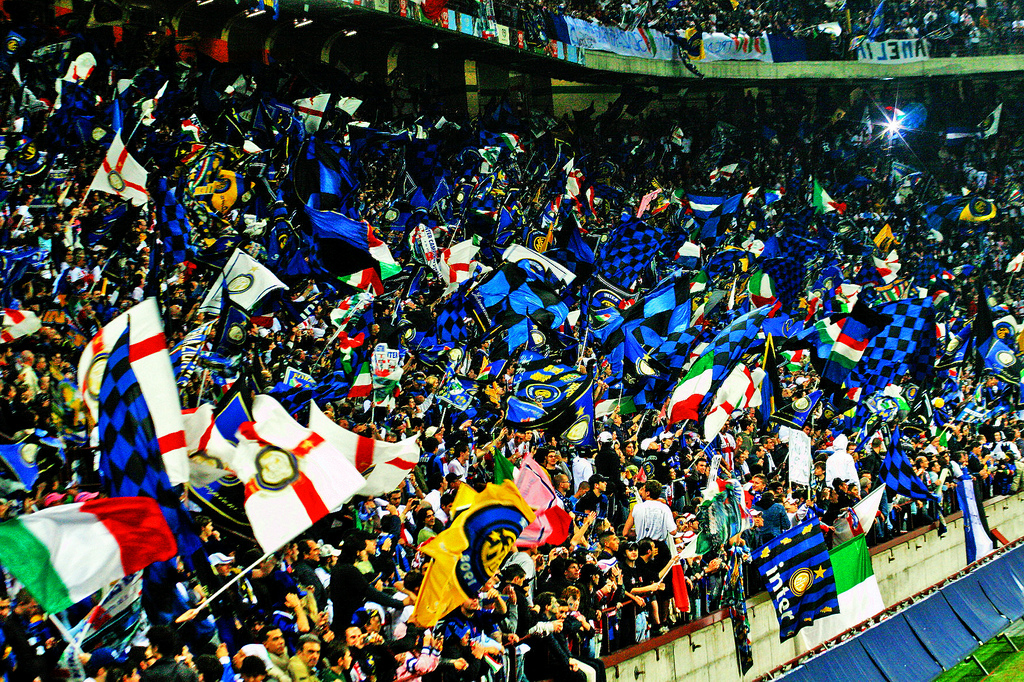
Фанаты «Интера» празднуют победу в чемпионате в сезоне 2007/2008

Есть фанатское объединение «Curva Nord 69», в неё входят такие группировки: «Boys San 1969», «Boys San sezRoma 1979», «Brianza Alcoolica 1985», «Bulldogs 1988», «Irriducibili 1988», «Squilibrati Milano 2006», «Ultras 1975», «Viking 1984». Есть и другие объединения, это «Gli Ultras», «Imbastisci», «Milano Nerazzurra», «Nord Kaos», «Perversi», «Skins». «Boys San 1969» является первой группировкой, она появилась в 1969 году, потом образовались «Ultras 1975» (изначально назывались «Forever Ultras») в 1975 году. Потом «Viking 1984» — в 1984 году и «Irriducibili Inter» — в 1988 году. Ранее существовали такие группы: «Aficionados», «Moschettieri» созданные в 1962 году и «Inter Club Fossati» созданная в 1964 году.
Дружба с ультрас «Лацио», а также с ультрас-группами «Curva Nord 10» и «Ultra Yomus» испанской «Валенсии» и с ультрас-группой «Ultras Populaire Sud Nice» французской «Ниццы». Так же друзья это ультрас «Варезе» («Blood & Honor Varese») и польского клуба «Сталь (Сталёва-Воля)». До 2001 года была дружба с ультрас «Эллас Вероны», дружба основывалась на правых и ультраправых взглядов ультрас двух клубов, а также с совместной дружбой с ультрас «Лацио», которые так же имеют правую и ультраправую направленность. После 2001 года «интеристы» враждуют с ультрас «Эллас Вероны», что не мешает последним дружить с ультрас «Лацио». Кроме ультрас «Эллас Вероны», к бывшим друзьям относятся ультрас таких клубов: «Бари», «Кальяри», «Катания», «Кремонезе», «Самбенедеттезе», «Сампдория», «Торино», «Удинезе» и «Фиорентина», а также ультрас иностранных клубов: «Боруссия (Дортмунд)», «Олимпик Лион», «Штурм». Политическая идеология ультрас — правая и ультраправая.

### Болельщики
«Интернационале» является одним из наиболее поддерживаемых клубов Италии, это утверждается, в частности, в исследовании, проведённом в 2007 году итальянской газетой La Repubblica, в котором клуб набрал 14 % голосов. 27 мая 2010 года итальянская певица и болельщица «Интера» Ивана Спанья выпустила альбом под названиям ‘3 Tituli’ в честь «золотого хет-трика» «нерадзурри». Как сказала сама певица, больше всех ей понравилась песня «Мы … всегда с тобой», так же несколько треков посвящено отдельным футболистам миланского клуба. 6 мэров Милана Альдо Аниази, Карло Тоньоли, Паоло Пиллиттери, Марко Форментини, Летиция Моратти, Джулиано Пизапиа являлись или являются болельщиками «Интера». По некоторым источникам, за «Интер» болеют примерно 350 миллионов человек, что делает миланский клуб одним из популярных футбольных команд мира. После покупки клуба китайской компанией «Suning Commerce Group», у «Интера» появилась большая поддержка болельщиков в Азии, а особенно в Китае.

## Достижения

### Национальные
- Чемпионат Италии (Серия А)
  - Чемпион (20): 1909/10, 1919/20, 1929/30, 1937/38, 1939/40, 1952/53, 1953/54, 1962/63, 1964/65, 1965/66, 1970/71, 1979/80, 1988/89, 2005/06, 2006/07, 2007/08, 2008/09, 2009/10, 2020/21, 2023/24
  - Вице-чемпион (17): 1932/33, 1933/34, 1934/35, 1940/41, 1948/49, 1950/51, 1961/62, 1963/64, 1966/67, 1969/70, 1992/93, 1997/98, 2002/03, 2010/11, 2019/20, 2021/22, 2024/25

- Кубок Италии
  - Обладатель (9): 1938/39, 1977/78, 1981/82, 2004/05, 2005/06, 2009/10, 2010/11, 2021/22, 2022/23
  - Финалист (6): 1958/59, 1964/65, 1976/77, 1999/00, 2006/07, 2007/08
- Суперкубок Италии
  - Обладатель (8): 1989, 2005, 2006, 2008, 2010, 2021, 2022, 2023

### Международные
- Кубок европейских чемпионов / Лига чемпионов УЕФА
  - Победитель (3): 1964, 1965, 2010
  - Финалист (4): 1967, 1972, 2023, 2025
- Кубок УЕФА / Лига Европы УЕФА
  - Обладатель (3): 1991, 1994, 1998
  - Финалист (2): 1997, 2020
- Суперкубок УЕФА
  - Финалист: 2010
- Кубок Митропы
  - Финалист: 1933
- Межконтинентальный кубок ФИФА
  - Победитель (2): 1964, 1965
- Клубный чемпионат мира ФИФА
  - Победитель: 2010
- Суперкубок межконтинентальных чемпионов
  - Финалист: 1968

### Другие титулы
- Trofeo TIM
  - Обладатель (8): 2002, 2003, 2004, 2005, 2007, 2010, 2011, 2012
  - Финалист: 2009

### Молодёжная команда
- Молодёжный чемпионат Италии по футболу
  - Чемпион (10): 1963/64, 1965/66, 1968/69, 1988/89, 2001/02, 2006/07, 2011/12, 2016/17, 2017/18, 2021/22
  - Вице-чемпион (5): 1979/80, 2002/03, 2003/04, 2007/08, 2018/19
- Молодёжный кубок Италии по футболу
  - Обладатель (6): 1972/73, 1975/76, 1976/77, 1977/78, 2005/06, 2015/16
  - Финалист: 2006/07
- Молодёжный Суперкубок Италии по футболу
  - Обладатель: 2017
  - Финалист (5): 2006, 2007, 2012, 2016, 2018
- Турнир Виареджо
  - Чемпион' (8): 1962, 1971, 1986, 2002, 2008, 2011, 2015, 2018
  - Финалист (2): 1972, 1983
  - Бронзовый призёр (5): 1952, 1978, 1989, 1993, 2009
- NextGen Series
  - Обладатель: 2011/12
- Campionato Ragazzi
  - Обладатель: 1937/38
- Campionato Berretti
  - Обладатель (6): 1979/80, 1983/84, 1990/91, 2011/12, 2015/16, 2016/17
- Campionato Allievi Nazionali
  - Обладатель (6): 1984/85, 1986/87, 1990/1991, 1997/98, 2007/08, 2013/14
- Campionato Giovanissimi Nazionali
  - Обладатель (9): 1987/88, 1996/97, 2002/03, 2005/06, 2008/09, 2011/12, 2012/13, 2014/15, 2017/18

### «Дубли» и «золотые хет-трики»
- Дубли
  - Серия A, Кубок Италии (2): 2005/06, 2009/10
- Золотой хет-трик
  - Серия A, Кубок Италии, Лига чемпионов УЕФА: 2009/10

## Рекорды

### Клубные рекорды
- Лучший бомбардир (по общему числу голов): Джузеппе Меацца — 288
- Лучший бомбардир в Серии A: Джузеппе Меацца — 198
- Лучший бомбардир в одном чемпионате: Луиджи Чевенини — 37 (в сезоне 1913/14)
- Наибольшее количество матчей за клуб (всего официальных игр): Хавьер Санетти — 858
- Наибольшее количество матчей в Серии A: Хавьер Санетти — 615

### Сезонные рекорды
- Самая посещаемая команда чемпионата Италии сезона:
- 1-е место (13): 1999/00, 2001/02, 2002/03, 2006/07, 2009/10, 2010/11, 2012/13, 2013/14, 2015/16, 2016/17, 2017/18, 2018/19, 2019/20
- 2-е место (7): 2000/01, 2003/04, 2004/05, 2005/06, 2007/08, 2008/09, 2011/12
- 3-е место: 2014/15

## Текущий состав
| 1  | Швейцария  | Вр  | Янн Зоммер           | 1988 |  |  |  |  |  |
| 12 | Италия     | Вр  | Раффаэле Ди Дженнаро | 1993 |  |  |  |  |  |
| 13 | Испания    | Вр  | Хосеп Мартинес       | 1998 |  |  |  |  |  |
|    |            |     |                      |      |  |  |  |  |  |
| 2  | Нидерланды | Защ | Дензел Дюмфрис       | 1996 |  |  |  |  |  |
| 6  | Нидерланды | Защ | Стефан де Врей       | 1992 |  |  |  |  |  |
| 15 | Италия     | Защ | Франческо Ачерби     | 1988 |  |  |  |  |  |
| 28 | Франция    | Защ | Бенжамен Павар       | 1996 |  |  |  |  |  |
| 30 | Бразилия   | Защ | Карлус Аугусту       | 1999 |  |  |  |  |  |
| 31 | Германия   | Защ | Ян-Аурель Биссек     | 2000 |  |  |  |  |  |
| 32 | Италия     | Защ | Федерико Димарко     | 1997 |  |  |  |  |  |
| 36 | Италия     | Защ | Маттео Дармиан       | 1989 |  |  |  |  |  |
| 42 | Аргентина  | Защ | Тиаго Паласиос       | 2003 |  |  |  |  |  |
| 95 | Италия     | Защ | Алессандро Бастони   | 1999 |  |  |  |  |  |
|    |            |     |                      |      |  |  |  |  |  |
| 7  | Польша     | ПЗ  | Пётр Зелиньский      | 1994 |  |  |  |  |  |

| 8  | Хорватия  | ПЗ  | Петар Сучич                   | 2003 |  |  |  |  |  |
| 11 | Бразилия  | ПЗ  | Луис Энрике                   | 2001 |  |  |  |  |  |
| 16 | Италия    | ПЗ  | Давиде Фраттези               | 1999 |  |  |  |  |  |
| 20 | Турция    | ПЗ  | Хакан Чалханоглу              | 1994 |  |  |  |  |  |
| 21 | Албания   | ПЗ  | Кристьян Аслани               | 2002 |  |  |  |  |  |
| 22 | Армения   | ПЗ  | Генрих Мхитарян               | 1989 |  |  |  |  |  |
| 23 | Италия    | ПЗ  | Николо Барелла (вице-капитан) | 1997 |  |  |  |  |  |
| 59 | Польша    | ПЗ  | Никола Залевский              | 2002 |  |  |  |  |  |
|    |           |     |                               |      |  |  |  |  |  |
| 9  | Франция   | Нап | Маркюс Тюрам                  | 1997 |  |  |  |  |  |
| 10 | Аргентина | Нап | Лаутаро Мартинес (капитан)    | 1997 |  |  |  |  |  |
| 14 | Франция   | Нап | Анж-Йоан Бонни                | 2003 |  |  |  |  |  |
| 94 | Италия    | Нап | Франческо Пио Эспозито        | 2005 |  |  |  |  |  |
| 99 | Иран      | Нап | Мехди Тареми                  | 1992 |  |  |  |  |  |

- № 3 навсегда закреплён за Джачинто Факкетти.
- № 4 навсегда закреплён за Хавьером Санетти.

### Игроки в аренде
| №  |           | Поз. | Имя                                              | Год рождения |
| -- | --------- | ---- | ------------------------------------------------ | ------------ |
| —  | Аргентина | Защ  | Франко Карбони (в «Эмполи» до 30 июня 2026)      | 2003         |
| —  | Италия    | Защ  | Джакомо Стабиле (в «Юве Стабия» до 30 июня 2026) | 2005         |
| —  | Италия    | Защ  | Майк Айду (в «Перголеттезе» до 30 июня 2026)     | 2005         |
| —  | Италия    | Защ  | Маттео Мотта (в «Лумеццане» до 30 июня 2026)     | 2005         |
| 45 | Аргентина | ПЗ   | Валентин Карбони (в «Дженоа» до 30 июня 2026)    | 2005         |

| №  |           | Поз. | Имя                                               | Год рождения |
| -- | --------- | ---- | ------------------------------------------------- | ------------ |
| —  | Нигерия   | ПЗ   | Эбенезер Акинсанмиро (в «Пизе» до 30 июня 2026)   | 2004         |
| —  | Италия    | ПЗ   | Лука ди Маджио (в «Падове» до 30 июня 2026)       | 2005         |
| —  | Венесуэла | ПЗ   | Даниэле Куито (в «Латине» до 30 июня 2026)        | 2005         |
| 49 | Италия    | Нап  | Джакомо де Пьери (в «Юве Стабия» до 30 июня 2026) | 2006         |
| 70 | Италия    | Нап  | Себастьяно Эспозито (в «Кальяри» до 30 июня 2026) | 2002         |

## Трансферы 2025/2026

### Лето 2025
| Поз. | Игрок                    | Предыдущий клуб |
| ---- | ------------------------ | --------------- |
| Вр   | Филип Станкович**        | Венеция         |
| Защ  | Франко Карбони**         | Венеция         |
| Защ  | Зиньо Ванхеусден**       | Мехелен         |
| Защ  | Тиаго Паласиос**         | Монца           |
| Защ  | Алессандро Фонтанароза** | Каррарезе       |
| Защ  | Джакомо Стабиле**        | Альчоне Милан   |
| Защ  | Франческо Станте**       | Перголеттезе    |
| ПЗ   | Александар Станкович**   | Люцерн          |
| ПЗ   | Тейджон Бьюкенен**       | Вильярреал      |
| ПЗ   | Эбенезер Акинсанмиро**   | Сампдория       |
| ПЗ   | Лука ди Маджио**         | Перуджа         |
| ПЗ   | Луис Энрике              | Олимпик Марсель |
| ПЗ   | Петар Сучич              | Динамо (Загреб) |
| ПЗ   | Никола Залевский         | Рома            |
| Нап  | Франческо Пио Эспозито** | Специя          |
| Нап  | Себастьяно Эспозито**    | Эмполи          |
| Нап  | Мартин Сатриано**        | Ланс            |
| Нап  | Эдди Сальседо**          | ОФИ             |
| Нап  | Иссиака Камате**         | Модена          |
| Нап  | Амаду Сарр**             | Фоджа           |
| Нап  | Ян Жуберек**             | Авеллино 1912   |
| Нап  | Анж-Йоан Бонни           | Парма           |

| Поз. | Игрок                 | Новый клуб    |
| ---- | --------------------- | ------------- |
| Вр   | Филип Станкович       | Венеция       |
| Защ  | Франко Карбони*       | Эмполи        |
| Защ  | Джакомо Стабиле*      | Юве Стабия    |
| Защ  | Зиньо Ванхеусден      | Марбелья      |
| Защ  | Майк Айду*            | Перголеттезе  |
| Защ  | Маттео Мотта*         | Лумеццане     |
| ПЗ   | Никола Залевский**    | Рома          |
| ПЗ   | Хоакин Корреа***      | Ботафого      |
| ПЗ   | Валентин Карбони*     | Дженоа        |
| ПЗ   | Александар Станкович  | Брюгге        |
| ПЗ   | Эбенезер Акинсанмиро* | Пиза          |
| ПЗ   | Тейджон Бьюкенен      | Вильярреал    |
| ПЗ   | Лука ди Маджио*       | Падова        |
| ПЗ   | Даниэле Куито*        | Латина        |
| Нап  | Мартин Сатриано       | Ланс          |
| Нап  | Эдди Сальседо***      | ОФИ           |
| Нап  | Марко Арнаутович***   | Црвена звезда |
| Нап  | Джакомо де Пьери*     | Юве Стабия    |
| Нап  | Себастьяно Эспозито*  | Кальяри       |

## Персоналии
Согласно официальному сайту

### Тренерский штаб
| Должность                  | Имя                 |
| -------------------------- | ------------------- |
| Главный тренер             | Кристиан Киву       |
| Ассистент главного тренера | Массимилиано Фаррис |
| Тренер вратарей            | Адриано Бонайути    |
| Тренер по фитнесу          | Джузеппе Пондрелли  |
| Технический ассистент      | Давиде Лукарелли    |

### Президенты клуба
| - 1908—1909: Джованни Парамитиотти - 1909—1910: Этторе Штраус - 1910—1912: Карло Ди Медичи - 1912—1913: Эмилио Хирцель - 1913—1914: Луиджи Ансбахер - 1914—1919: Джузеппе Модроне - 1919—1920: Джорджио Хьюлс - 1920—1923: Франческо Мауро - 1923—1926: Энрико Оливетти - 1926—1929: Сенаторе Борлетти - 1929—1930: Эрнесто Турросио - 1930—1932: Оресте Симонотти - 1932—1942: Фердинандо Поцани - 1942—1955: Карло Массерони - 1955—1968: Анджело Моратти - 1968—1984: Ивано Фраиццоли - 1984—1995: Эрнесто Пеллегрини - 1995—2004: Массимо Моратти - 2004—2006: Джачинто Факкетти - 2006—2013: Массимо Моратти - 2013—2018: Эрик Тохир - 2018—2024: Стивен Чжан - 2024—н. в.: Джузеппе Маротта |

### Тренеры клуба
| - 1909—1915: Вирджилио Фоссати - 1919—1920: Нино Резеготти - 1919—1920: Франческо Мауро - 1922—1924: Боб Спотисвуд - 1924—1926: Паоло Шьедлер - 1926—1928: Арпад Вейс - 1928—1929: Йожеф Виола - 1929—1931: Арпад Вейс - 1931—1932: Иштван Тот - 1932—1934: Арпад Вейс - 1934—1936: Дьюла Фельдман - 1936—1936: Альбино Карраро - 1936—1938: Армандо Кастелацци - 1938—1940: Тони Карнелли - 1940—1940: Джузеппе Перучетти - 1941—1941: Итало Дзамберлетти - 1941—1942: Иво Фиорентини - 1942—1945: Джованни Феррари - 1945—1946: Карло Каркано - 1946—1946: Нино Нутрицио - 1947—1948: Джузеппе Меацца - 1948—1948: Карло Каркано - 1948—1948: Дай Астлей - 1949—1950: Джулио Капелли - 1950—1952: Альдо Оливьери - 1952—1955: Альфредо Фони - 1955—1955: Альдо Кампателли - 1955—1956: Джузеппе Меацца |  | - 1956—1956: Аннибале Фросси - 1957—1957: Луиджи Ферреро - 1957—1957: Джузеппе Меацца - 1957—1958: Джесс Карвер - 1958—1958: Джузеппе Бигоньо - 1959—1960: Альдо Кампателли - 1960—1960: Камилло Ачилли - 1960—1960: Джулио Капелли - 1960—1968: Эленио Эррера - 1968—1969: Альфредо Фони - 1969—1971: Эриберто Эррера - 1971—1973: Джованни Инверницци - 1973—1973: Енеа Масиеро - 1973—1973: Эленио Эррера - 1974—1974: Енеа Масиеро - 1974—1975: Луис Суарес - 1976—1977: Джузеппе Кьяпелла - 1977—1982: Эудженио Берселини - 1982—1983: Рино Маркези - 1983—1984: Луиджи Радис - 1984—1986: Иларио Кастанье - 1986—1986: Марио Корсо - 1986—1991: Джованни Трапаттони - 1991—1991: Коррадо Оррико - 1992—1992: Луис Суарес - 1992—1994: Освальдо Баньоли - 1994—1994: Джампьеро Марини - 1994—1995: Оттавио Бьянки |  | - 1995—1995: Луис Суарес - 1995—1997: Рой Ходжсон - 1997—1997: Лучано Кастеллини - 1997—1998: Луиджи Симони - 1998—1999: Мирча Луческу - 1999—1999: Лучано Кастеллини - 1999—1999: Рой Ходжсон - 1999—2000: Марчелло Липпи - 2000—2001: Марко Тарделли - 2001—2003: Эктор Купер - 2003—2003: Коррадо Верделли - 2003—2004: Альберто Дзаккерони - 2004—2008: Роберто Манчини - 2008—2010: Жозе Моуринью - 2010—2010: Рафаэль Бенитес - 2010—2011: Леонардо - 2011—2011: Джан Пьеро Гасперини - 2011—2012: Клаудио Раньери - 2012—2013: Андреа Страмаччони - 2013—2014: Вальтер Мадзарри - 2014—2016: Роберто Манчини - 2016—2016: Франк де Бур - 2016—2017: Стефано Пиоли - 2017—2019: Лучано Спалетти - 2019—2021: Антонио Конте - 2021—2025: Симоне Индзаги - 2025—н. в.: Кристиан Киву |  |

## Капитаны клуба
| - 1909, Эрнст Марктль - 1909—1915, Вирджилио Фоссати - 1915—1922, Эрманно Аэби - 1922—1931, Леопольдо Конти - 1931—1940, Джузеппе Меацца - 1940—1943, Аттилио Демария - 1943—1950, Альдо Кампателли - 1950—1954, Аттилио Джованни - 1954—1956, Джино Армано - 1956—1957, Джованни Джакомацци - 1957—1958, Джованни Инверницци - 1958—1961, Антонио Анджелилло - 1961—1962, Бруно Больчи - 1962—1967, Армандо Пикки |  | - 1967—1970, Марио Корсо - 1970—1977, Сандро Маццола - 1977—1978, Джачинто Факкетти - 1978—1985, Грациано Бини - 1985—1988, Алессандро Альтобелли - 1988—1992, Джузеппе Барези - 1992—1999, Джузеппе Бергоми - 1999—2001, Роналдо - 2001—2014, Хавьер Санетти - 2014—2015, Андреа Раноккья - 2015—2019, Мауро Икарди - 2019—2023, Самир Ханданович - 2023—н. в., Лаутаро Мартинес |  |

## Лучшие бомбардиры чемпионата Италии по футболу
- 1913/14 —  Луиджи Чевенини — 37
- 1914/15 —  Эмилио Агради — 31
- 1919/20 —  Луиджи Чевенини — 23
- 1920/21 —  Луиджи Чевенини — 31
- 1926/27 —  Антон Повольны — 22
- 1929/30 —  Джузеппе Меацца — 31
- 1935/36 —  Джузеппе Меацца — 25
- 1937/38 —  Джузеппе Меацца — 20
- 1948/49 —  Иштван Ньерш — 26
- 1958/59 —   Антонио Анджелилло — 33
- 1964/65 —  Сандро Маццола — 17
- 1970/71 —  Роберто Бонинсенья — 24
- 1971/72 —  Роберто Бонинсенья — 22
- 1988/89 —  Альдо Серена — 22
- 2002/03 —  Кристиан Вьери — 24
- 2008/09 —  Златан Ибрагимович — 28
- 2014/15 —  Мауро Икарди — 22
- 2017/18 —  Мауро Икарди — 29
- 2023/24 —  Лаутаро Мартинес — 24

## Рекордсмены клуба

### Игроки-рекордсмены
| По количеству матчей  |       |
| Игрок                 | Матчи |
| Хавьер Санетти        | 675   |
| Джузеппе Бергоми      | 654   |
| Джачинто Факкетти     | 637   |
| Сандро Маццола        | 566   |
| Джузеппе Барези       | 558   |
| Марио Корсо           | 507   |
| Вальтер Дзенга        | 473   |
| Тарчизио Бурньич      | 471   |
| Алессандро Альтобелли | 465   |
| Иван Кордоба          | 455   |

| Лучшие бомбардиры в истории клуба |      |
| Игрок                             | Голы |
| Джузеппе Меацца                   | 255  |
| Алессандро Альтобелли             | 209  |
| Роберто Бонинсенья                | 173  |
| Сандро Маццола                    | 162  |
| Лаутаро Мартинес                  | 144  |
| Бенито Лоренци                    | 143  |
| Иштван Ньерш                      | 133  |
| Мауро Икарди                      | 124  |
| Кристиан Вьери                    | 123  |
| Марио Корсо                       | 95   |

## Личные достижения футболистов «Интера»

### Игроки — обладатели «Золотого мяча»
Следующие футболисты получили «Золотой мяч», выступая за «Интернационале»:
- Лотар Маттеус — 1990[35]
- Роналдо — 1997[36]

### Игроки года по версии ФИФА
Следующие футболисты были признаны футболистами года по версии ФИФА, выступая за «Интернационале»:
- Лотар Маттеус — 1991
- Роналдо — 1997

### Клубный футболист года по версии УЕФА
Следующие футболисты были признаны футболистами года по версии УЕФА, выступая за «Интернационале»:
- Роналдо — 1998
- Диего Милито — 2010

### Чемпионы мира
Следующие футболисты становились чемпионами мира, являясь игроками «Интернационале»:
- Луиджи Аллеманди — 1934
- Армандо Кастеллацци — 1934
- Аттилио Демария — 1934
- Джузеппе Меацца — 1934
- Джованни Феррари — 1938
- Пьетро Феррарис — 1938
- Уго Локателли — 1938
- Джузеппе Меацца — 1938
- Ренато Ольми — 1938
- Алессандро Альтобелли — 1982
- Джузеппе Бергоми — 1982
- Ивано Бордон — 1982
- Джампьеро Марини — 1982
- Габриеле Ориале — 1982
- Андреас Бреме — 1990
- Юрген Клинсман — 1990
- Лотар Маттеус — 1990
- Юрий Джоркаефф — 1998
- Роналдо — 2002
- Марко Матерацци — 2006
- Лаутаро Мартинес — 2022

### Чемпионы Европы
Следующие футболисты становились чемпионами Европы, являясь игроками «Интернационале»:
- Луис Суарес — 1964
- Анджело Доменгини — 1968
- Джачинто Факкетти — 1968
- Тарчизио Бурньич — 1968
- Йоргос Карагунис — 2004
- Николо Барелла — 2020
- Алессандро Бастони — 2020

### Обладатели Кубка Америки
Следующие футболисты становились обладателями Кубка Америки, являясь игроками «Интернационале»:
- Рубен Соса — 1995
- Роналдо — 1999
- Иван Кордоба — 2001
- Адриано — 2004
- Жулио Сезар — 2004
- Майкон — 2004, 2007
- Гари Медель — 2015, 2016
- Жуан Миранда — 2019
- Лаутаро Мартинес — 2021, 2024

### Обладатели Кубка конфедераций
Следующие футболисты становились обладателями Кубка конфедераций, являясь игроками «Интернационале»:
- Роналдо — 1997
- Адриано — 2005
- Майкон — 2005, 2009
- Жулио Сезар — 2009, 2013